# Rancho del Padre
Rancho del Padre är en ort i Mexiko.   Den ligger i kommunen Navojoa och delstaten Sonora, i den nordvästra delen av landet, 1 400 km nordväst om huvudstaden Mexico City. Rancho del Padre ligger 36 meter över havet och antalet invånare är 342.
Terrängen runt Rancho del Padre är platt. Runt Rancho del Padre är det ganska glesbefolkat, med 36 invånare per kvadratkilometer. Närmaste större samhälle är Navojoa, 8,7 km sydost om Rancho del Padre. Trakten runt Rancho del Padre består till största delen av jordbruksmark.